# Гром (бомбардирский корабль, 1699)
«Гром» или «Дондер» (от нидерл. Donder — гром) — парусный бомбардирский корабль Азовского флота России, один из первых бомбардирских кораблей российского флота.

## Описание корабля
Парусный бомбардирский корабль с деревянным корпусом. Длина корабля составляла 26,9 метра, ширина — 8,5 метра, а осадка — 3,1 метра. Вооружение судна состояло из 14 орудий, включавших 2 мортиры, десять 24-фунтовых и две 6-фунтовых пушки.

## История службы
Бомбардирский корабль «Гром» был заложен на Чижовской верфи в сентябре 1697 года и после спуска на воду в мае 1699 года вошёл в состав Азовского флота России. Корабль строился на средства Гостиного кумпанства, строительство вёл кораблестроитель Август Меэр.
В 23 марта (3 апреля) 1703 года корабль перешёл в устье Дона, где кораблестроитель Я. Корнилисен начал его модернизацию.
По состоянию на 1710 год находился на блоках в Таврове, сведений о дальнейшей судьбе корабля и выводе его из состава флота не сохранилось.

### Комментарии
1. ↑  88 футов 4 дюйма.
2. ↑  27 футов 10 дюймов.
3. ↑  10 футов 3 дюйма.
4. ↑  Также встречаются варианты написании фамилии на русском языке Меер и Мейер.